# Luiz Andreoli
Luiz Andreoli é um jornalista esportivo brasileiro. É pai do também jornalista Felipe Andreoli.

## Carreira
A carreira de Andreoli na televisão começou cedo. Em 1981, fez sua estréia na Rede Record, ao lado de Silvio Luiz e Flávio Prado. Era a maior audiência do esporte na TV.
Um ano depois foi contratado pela Rede Globo, permanecendo por quase sete anos, com atividades como reportagens e apresentando programas, como Globo Esporte, Esporte Espetacular, além de duas Copas do Mundo e duas Olimpíadas.
Depois desse tempo, foi convidado a fazer parte do núcleo de esportes da Band, comandado por Luciano do Valle. Apresentou os principais programas esportivos da emissora como Show do Esporte, Esporte Total, e importantes eventos esportivos.
Em 2000, foi para a Rede Record, onde apresentou o Record em Notícias, São Paulo no Ar, além de muitos outros eventos. Depois passou pela Rede TV!, fazendo um torneio internacional, no Caribe, e apresentou e narrou pelo site Terra, as Olimpíadas de 2008, na China.
Em 2012, Andreoli publicou sua autobiografia intitulada As Histórias do Bonitão na TV pela editora ESPM.
Em 2014, Luiz lançou o livro Dossiê Cristão, pela editora Ágape, com prefácio de José Luiz Datena.
Em 2015, trabalhou como colunista do portal UOL Esporte, com a coluna 'Blog do Andreoli.